# Tenpaku-ku (Nagoya)
Tenpaku (天白区 Tenpaku-ku?) es un barrio de la ciudad de Nagoya, en la prefectura de Aichi, Japón. Tiene una población estimada, en agosto de 2021, de 164.462 habitantes.
Su área total es de 21,58 km².

## Demografía
Según los datos del censo japonés, esta es la población de Tenpaku en los últimos años.
| 1995    | 2000    | 2005    | 2010    | 2015    | 2021 (est.) |
| ------- | ------- | ------- | ------- | ------- | ----------- |
| 144.272 | 153.344 | 157.964 | 158.793 | 162.683 | 164.462     |